# Tendaba
Tendaba ist eine Ortschaft im westafrikanischen Staat Gambia.
Nach einer Berechnung für das Jahr 2013 leben dort etwa 426 Einwohner, das Ergebnis der letzten veröffentlichten Volkszählung von 1993 betrug 385.

## Geographie
Tendaba, in der Lower River Region, Distrikt Kiang Central, liegt unmittelbar am Gambia-Fluss und ungefähr zehn Kilometer vom Eingang des Kiang West National Park entfernt. Der Abzweig von der South Bank Road bei Kwinella ist ungefähr fünf Kilometer entfernt.
Konkoba Hill, so wird der weitläufige 37 Meter hohe Hügel, bei der Koordinate: 13° 26′ N, 15° 49′ W in der Nähe des Ortes, genannt.

## Wirtschaft
Tendaba ist für das Tendaba Camp bekannt, ein Camp, das seit 1972 für touristische Zwecke genutzt wird.

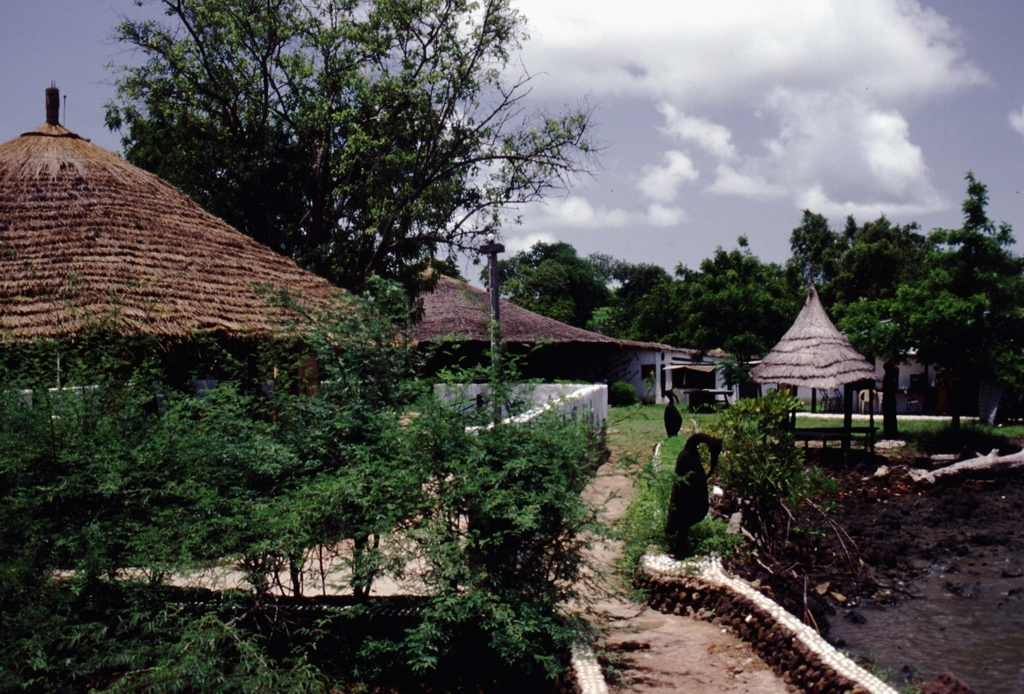
Das Tendaba Camp